# Seseli osseum
Seseli osseum — вид рослин з родини окружкових (Apiaceae), поширений у східно-центральній Європі.

## Опис
Від дворічної до багаторічної. Стебла прямостійні заввишки 30–120 см, округлі, дрібно-рифлені, розгалужені. Плоди яйцеподібні до еліптичних, спинний бік опуклий з п'ятьма гребенями, вентральна сторона плоска, 2.7–3.1 x 1.5–1.7 мм. 2n = 18.

## Поширення
Поширений у східно-центральній Європі (Австрія, Чехія, Словаччина, Угорщина, Польща, Румунія, Молдова).